# Apostle
Apostle (bra: Apóstolo) é um filme de terror britânico de 2018 escrito, dirigido e editado por Gareth Evans. É estrelado por Dan Stevens, Lucy Boynton, Mark Lewis Jones, Bill Milner, Kristine Froseth, Paul Higgins e Michael Sheen. 
Teve sua estreia mundial no Fantastic Fest em setembro de 2018. Passou a ser distribuído pela Netflix em 12 de outubro de 2018.

## Elenco
- Dan Stevens como Thomas Richardson
- Michael Sheen como Malcolm Howe
- Mark Lewis Jones como Quinn
- Paul Higgins como Frank
- Lucy Boynton como Andrea Howe
- Bill Milner como Jeremy
- Kristine Froseth como  Ffion, filha de Quinn e amante de Jeremy
- Elen Rhys como Jennifer Richardson
- Sharon Morgan como Ela, a deusa do culto
- Sebastian McCheyne como o Grinder, a bloodied humanoid creature and keeper of Her
- Lex Lamprey as Guarda da Cidade

## Recepção
No Rotten Tomatoes, o filme tem uma avaliação de 78%, com base em 60 críticas, com uma avaliação média de 6,7/10. O consenso do site diz: "O Apóstolo resiste a sustos fáceis em favor de uma descida constante e lenta ao pavor liderada por uma atuação central de comando de Dan Stevens". O Metacritic relata uma pontuação de 62 de 100, com base em 17 avaliações, indicando "críticas geralmente favoráveis".